# Slim Bouaziz
Slim Bouaziz (ur. 16 kwietnia 1950) – tunezyjski szachista i trener szachowy (FIDE Trainer od 2005), arcymistrz od 1993 roku.

## Kariera szachowa
W latach 1967–1987 pięciokrotnie uczestniczył w turniejach międzystrefowych (eliminacji mistrzostw świata, najlepszy wynik uzyskując w roku 1982 w Las Palmas, gdzie zajął XII miejsce. Poza tym, w roku 1999 uczestniczył w Las Vegas w pucharowym turnieju o mistrzostwo świata, w I rundzie przegrywając z Vasiliosem Kotroniasem.
Od połowy lat 60. XX wieku należy do podstawowych zawodników reprezentacji Tunezji. Pomiędzy 1966 a 2006 rokiem szesnastokrotnie brał udział w szachowych olimpiadach, w tym 12 razy na najtrudniejszej I szachownicy. Poza tym, w roku 1989 wystąpił na IV szachownicy reprezentacji Afryki podczas drużynowych mistrzostw świata w Lucernie.
Do sukcesów Slima Bouazisa w turniejach międzynarodowych należą m.in. dz. I m. w Belgradzie (1977), dz. IV m. w Londynie (1978), III m. w Rzymie (1982, turniej B) oraz I m. w Bukareszcie (1992). Po turnieju tym otrzymał – jako pierwszy Afrykanin w historii – tytuł arcymistrza.
Najwyższy ranking w karierze osiągnął 1 lipca 1993 r., z wynikiem 2515 punktów zajmował wówczas 1. miejsce wśród tunezyjskich szachistów.